# Richard Duchamblo
Le père Joseph Richard, plus connu sous son nom de résistant Duchamblo, né à Pleine-Fougères, en Bretagne, le 17 février 1906 et décédé à Gap le 27 décembre 2003 ; félibre, il a contribué à la sauvegarde du château de Tallard, il fonde le pèlerinage des Arméniens et il a publié de nombreux ouvrages portant sur le patrimoine de Tallard, de Gap mais aussi sur les années sombres de la Seconde Guerre mondiale.

## Son enfance et sa formation au séminaire de Gap
Le père Joseph Richard est né en Bretagne, non loin du Mont Saint-Michel, où son grand-père était meunier. Joseph Richard grandit sur la terre familiale au hameau du "Champ Blot" d’où son pseudonyme, Duchamblo, qu’il adoptera volontiers en souvenir de ses racines bretonnes.
Sa santé étant précaire, au cours de sa formation de futur prêtre, Joseph Richard vient poursuivre ses études au grand séminaire à Avignon. C’est là qu’en 1930, monseigneur Camille Pic, évêque de Gap (1928-1932) l’engage à venir dans le diocèse de Gap.
À la rentrée de 1930, le séminariste Joseph Richard est nommé à Gap au tout nouveau petit séminaire de Charance. Il découvre la vie du diocèse, notamment l’histoire de Notre-Dame du Laus et son important rayonnement, le pèlerinage de Sainte Roseline à Berthaud, qu’il contribuera à « ressusciter ». Il restera dans ce ministère éducatif auprès des petits séminaristes jusqu’en 1951. Il est ordonné prêtre par monseigneur Pic en 1932. Professeur de 3e, le père Richard enseigne le français, le latin et le grec. Il est ensuite nommé surveillant général, d’où son exigence avec la discipline.

## Les années de la guerre 1939-1945
Ces années ont été particulièrement marquantes pour le père Richard. Le Chant des partisans devient sa référence commune ainsi que pour ses confrères. Joseph Richard devient le prêtre résistant Duchamblo.
Pendant la guerre il est informé que Werner Epstein, un juif allemand, est recherché par la Gestapo. Il va contribuer à le cacher au petit séminaire ainsi que le commandant des troupes de Gap, Mazzinguy, officier italien évadé. Son action s’inscrit dans celle de tout un réseau formé par des hommes et des femmes, comme sœur Armande qui travaille à l’hôpital de Gap. En reconnaissance, Werner Epstein fait planter un arbre, au nom du prêtre, à Jérusalem, au Mémorial de Yad Vashem, dans l’allée des Justes d’Israël, où des pèlerins haut-alpins ont eu l’occasion de se recueillir. Richard Duchamblo sera inscrit, en 1974, sur la liste des Justes de France sous le dossier no 870. Il sera nommé « Juste des nations » par Israël.
Dans son action pour la Résistance, dans la clandestinité, Duchamblo forme un lien avec l’abbaye Notre-Dame de Boscodon, alors occupée par les familles d’agriculteurs voisins. Duchamblo est mandaté par les chefs de l’armée secrète en qualité d’agent de liaison.
Après l’Armistice, Duchamblo se fait historien de la résistance en regroupant les témoignages. Il va ainsi publier dix-neuf cahiers.

## Animateur et félibre des Hautes-Alpes
À la fin de 1950, et pendant 26 ans, le père Richard Duchamblo est nommé à Tallard. Il est responsable des paroisses voisines de Fouillouse, Piégut, Venterol, Urtis.
Le père Richard Duchamblo se fait historien de la paroisse.
Il est chroniqueur de la vie paroissiale dans le bulletin inter paroissial Notre Amitié. À partir de 1952, Richard Duchamblo s’est employé à promouvoir une initiative commune en accueillant le pèlerinage arménien régional pour la fête de la Saint Grégoire, évêque arménien mort à Tallard en 404. Cette tradition est célébrée chaque année, en septembre.
La même année, il lance un appel public pour la sauvegarde du château qui a été laissé à l’abandon par faute d’entretien, après l’invasion du duc de Savoie en 1692 qui le détruisit partiellement. Georges Dusserre, membre de la société d’études des Hautes Alpes, va retrouver la propriétaire du château. Il s’agit de Marie-Christine de Bourbon Siciles, la petite nièce de la comtesse Blanche de Clermont-Tonnerre. Il faudra attendre sa majorité pour que le château soit vendu à la mairie en 1957 et que des travaux de rénovation soient entrepris.
Relevé de sa responsabilité de curé de Tallard en 1975 pour des raisons de santé, le père Richard Duchamblo se retire dans le village de Châteauvieux. Il est hospitalisé le matin même de Noël, au moment où il devait aller à Châteauvieux y célébrer la messe de la Nativité.
Les obsèques solennelles du père Richard Duchamblo, en la cathédrale de Gap, le 31 décembre 2003, sont présidées par monseigneur Di Falco.

## Sources
- Hommage du père Pierre Fournier, Bulletin de la Société d'études des Hautes-Alpes, 2004
- Articles de presse du Dauphiné libéré, du  27 juillet 1994, du 17 février 2003 et du 1er juin 2003
- Articles de presse de journal Alpes du 9 octobre 1995, du 10 novembre 1995 et du 3 juin 2003 portrait sur le père